# Brockwitz (Lampertswalde)
Brockwitz ist ein Ortsteil von Lampertswalde im Landkreis Meißen in Sachsen.

## Geografie
Brockwitz befindet sich zwischen Großenhain und Ortrand westlich des Hauptorts Lampertswalde. Südlich von Brockwitz liegt Quersa, im Westen Adelsdorf, im Norden das Waldgebiet Raschütz sowie der Ort Weißig am Raschütz. Das Gebiet liegt in der Großenhainer Pflege.

## Geschichte
Das Straßenangerdorf Brockwitz wurde erstmals 1219 urkundlich erwähnt. Bauern sollen im Ort Bier hergestellt und ausgeschenkt haben.
Am 1. Januar 1973 schloss sich die Gemeinde mit Quersa zur neuen Gemeinde Quersa-Brockwitz zusammen.
Am 1. Juli 1996 wurde diese Gemeinde und damit der Ortsteil Brockwitz nach Lampertswalde eingemeindet.